# Coloanele de bazalt de la Racoș
Coloanele de bazalt de la Racoș (monument al naturii)  alcătuiesc o arie protejată de interes național ce corespunde categoriei a III-a IUCN (rezervație naturală de tip geologic) situată în județul Brașov, pe teritoriul administrativ al comunei Racoș.

## Localizare
Aria naturală se află în partea sud-estică a Transilvaniei (în zona de contact a munților Harghitei și Baraoltului cu Munții Perșani) și cea nord-estică a județului Brașov, în apropierea drumului județean (DJ131C) care leagă localitatea Racoș de Augustin.

## Descriere
Rezervația naturală cu o suprafață de 1,10 ha, a fost declarată arie protejată prin Legea Nr.5 din 6 martie 2000, publicată în Monitorul Oficial al României, Nr.152 din 12 aprilie 2000 (privind aprobarea Planului de amenajare a teritoriului național - Secțiunea a  III-a - zone protejate) și  reprezintă masive columnare de bazalt, cu o geologie caracterizată prin prezența scurgerilor de lavă.